# Garray
Garray és un municipi de la província de Sòria, a la comunitat autònoma de Castella i Lleó. Dintre del seu terme municipal s'hi troben les restes arqueològiques de la ciutat celtibera de Numància.
Durant la primera part de la guerra civil espanyola, l'aeròdrom de Saragossa va ser la base d'una de les unitats de Savoia-Marchetti SM.81 de l'Aviació Legionària, que va participar en la batalla de Madrid, i duent a terme el bombardeig de Durango i el Bombardeig de Lleida en 1937.
El 9 d'abril de 2012 Garray va aparèixer a tots els mitjans de comunicació espanyols perquè Felipe Juan Froilán, net de l'aleshores rei d'Espanya, Joan Carles I, es va disparar a si mateix, accidentalment, ferint-se al peu esquerra, a la finca que la seva família paterna tenia al municipi. Felipe es va disparar un cartutx de perdigons amb una escopeta del calibre 36, mitjançant la qual estava realitzant pràctiques de tir. El seu pare va haver de comparèixer davant la Guàrdia Civil, ja que la legislació espanyola no permet l'ús d'armes de foc a menors de 14 anys, com era el cas de Felipe en aquell moment. La jutgessa va arxivar la causa contra Jaime de Marichalar, al no apreciar imprudència greu. No obstant, va obrir un judici de faltes per aquests fets.